# Tuffi ai Giochi della XXV Olimpiade - Piattaforma 10 metri femminile
La competizione dei tuffi dal trampolino 3 metri femminile è stata una delle quattro gare di tuffi inclusa nel programma dei Giochi della XXV Olimpiade disputati a Barcellona nel 1992.
La competizione è stata divisa in due fasi:
1. turno preliminare;
2. finale.

## Medaglie
| Posizione | Atleta           | Paese             |
| --------- | ---------------- | ----------------- |
|           | Fu Mingxia       | Cina              |
|           | Elena Mirošina   | Squadra Unificata |
|           | Mary Ellen Clark | Stati Uniti       |

## Risultati
|    | Fu Mingxia            | Cina              | 361,77 | 1  | 461,43 |  |  |  |  |  |
|    | Elena Mirošina        | Squadra Unificata | 310,32 | 3  | 411,63 |  |  |  |  |  |
|    | Mary Ellen Clark      | Stati Uniti       | 329,85 | 2  | 401,91 |  |  |  |  |  |
| 4  | Zhu Jinhong           | Cina              | 297,00 | 6  | 400,56 |  |  |  |  |  |
| 5  | Inga Afonina          | Squadra Unificata | 293,94 | 7  | 398,43 |  |  |  |  |  |
| 6  | María Alcalá          | Messico           | 309,39 | 4  | 394,35 |  |  |  |  |  |
| 7  | Ellen Owen            | Stati Uniti       | 299,52 | 5  | 392,10 |  |  |  |  |  |
| 8  | Verónica Ribot        | Argentina         | 292,26 | 9  | 384,03 |  |  |  |  |  |
| 9  | Ioana Voicu           | Romania           | 288,87 | 12 | 369,87 |  |  |  |  |  |
| 10 | Vyninka Arlow         | Australia         | 289,14 | 11 | 365,88 |  |  |  |  |  |
| 11 | April Adams           | Australia         | 290,73 | 10 | 342,39 |  |  |  |  |  |
| 12 | Hayley Allen          | Gran Bretagna     | 292,77 | 8  | 317,85 |  |  |  |  |  |
|    |                       |                   |        |    |        |  |  |  |  |  |
| 13 | Macarena Alexanderson | Messico           | 286,59 | 13 |        |  |  |  |  |  |
| 14 | Ute Wetzig            | Germania          | 284,13 | 14 |        |  |  |  |  |  |
| 15 | Clara Elena Ciocan    | Romania           | 283,92 | 15 |        |  |  |  |  |  |
| 16 | Paige Gordon          | Canada            | 283,11 | 16 |        |  |  |  |  |  |
| 17 | Anne Montminy         | Canada            | 282,42 | 17 |        |  |  |  |  |  |
| 18 | Kim Chun-Ok           | Corea del Nord    | 282,36 | 18 |        |  |  |  |  |  |
| 19 | Luisella Bisello      | Italia            | 272,19 | 19 |        |  |  |  |  |  |
| 20 | Monika Küehn          | Germania          | 270,51 | 20 |        |  |  |  |  |  |
| 21 | Ibolya Nagy           | Ungheria          | 269,52 | 21 |        |  |  |  |  |  |
| 22 | Yvonne Kostenberger   | Svizzera          | 264,81 | 22 |        |  |  |  |  |  |
| 23 | Ryu Un-Sil            | Corea del Nord    | 262,56 | 23 |        |  |  |  |  |  |
| 24 | Tania Paterson        | Nuova Zelanda     | 254,04 | 24 |        |  |  |  |  |  |
| 25 | Lesley Ward           | Gran Bretagna     | 242,16 | 25 |        |  |  |  |  |  |
| 26 | Yuki Motobuchi        | Giappone          | 239,01 | 26 |        |  |  |  |  |  |
| 27 | Brigitta Cserba       | Ungheria          | 236,10 | 27 |        |  |  |  |  |  |
| 28 | Silvana Neitzke       | Brasile           | 230,70 | 28 |        |  |  |  |  |  |